# Harry Barker (alcalde)
Harry Heaton Barker (18 de julio de 1898 – 18 de mayo de 1994) fue un periodista y editor de diarios de Nueva Zelanda y además político local. Nació en Nelson, Nueva Zelanda el 18 de julio de 1898.
Su padre fue John Heaton Barker, quien era el fundador de la cadena de supermercados supermercados Cuatro esquinas .
Barker vino a vivir a Gisborne en 1920 para trabajar como reportero para The Gisborne Time (el cual, después de un par de fusiones, devendria en TheGisborne Herald en 1939). Se mudó a Auckland en 1923 por petición de su padre, pero pronto regresado a Gisborne, esta vez por el resto de su vida.
Se puso de pie en el 1943 y en el electorado Gisborne se postuló por elPartido Nacional de Nueva Zelanda, pero no pudo quitarle el puesto a David William Coleman.
Desde 1950, fue elegido Alcalde de Gisborne durante nueve mandatos consecutivo de tres años cada uno. Cuándo se retiró en el año 1977, le fue otorgado un reconocimiento como Caballero Comendador de la Orden del Imperio Británico. Murió el 18 de mayo de 1994.